# 台灣省商業總會
台灣省商業總會（英語：Taiwan Chamber of Commerce）簡稱“省商會”，是中華民國臺灣省商業界的最高組織，配合國家經濟政策宣導商業法令，爭取政府授權委辦各項商業活動，推動商業現代化，協助反應業者心聲，爭取商界權益，服務中小企業與簽發產地證明書暨其他商業證明文件。

## 歷史沿革及發展
台灣省商業總會的前身為台灣日治時期之「台灣商工經濟會」，以台灣地區產業經濟之統制、營運、整備、聯絡、調查、研究、改良以及戰時商品議價、日用必需品之配給等為主要任務。
1945年日本投降後，台灣商工經濟會解散，改組為「台灣省商會聯合會」。
1946年9月16日，台灣省商會聯合會於台北市中山堂召開第一次全省會員代表大會，由林熊徵擔任首任理事長，至此本會正式成立。並以戰後百廢待興、政經建設才剛起步，故以協助政府調節民生物資、平抑物價為主要任務。
1951年至1971年間，蔣中正政府開始實施土地改革，並於1953年起實施一連串四年經建計畫，開始潛心發展勞力密集的民生輕工業。至1960年政府公佈十九點財經措施與《獎勵投資條例》後，更轉為發展以出口為導向的工業化階段。期間省商會除對內協助政府發展經濟，健全商業團體組，並積極配合政府進軍海外，舉辦商展，拓展國際貿易。
1973年，《商業團體法》公佈實施，本會依法改名「台灣省商業會」。
2016年，因台灣省商業會為商業團體法規定之轄區內最高法定組織，於會員代表大會通過更名為「台灣省商業總會」，並結合各級商業會推動修法正名，將省(市)、縣(市)商業會正名為省(市)、縣{市)商業總會。

## 台灣省商業總會任務
1. 配合國家經濟政策宣導商業法令。
2. 爭取政府授權委辦各項商業活動、推動商業現代化。
3. 協助反應業者心聲、爭取商界權益。
4. 服務中小企業、協調勞資關係、調處會員商業糾紛。
5. 編印省商月刊、提供各項國內外商業資訊。
6. 簽發產地證明書暨其他商業證明文件。
7. 協助國內外廠商舉辦不定期之進修課程。
8. 辦理出國考察訪問暨接待姊妹會、外賓訪問等事宜。
9. 會員團體及會員代表基本資料之管理暨聯繫事項。
10. 各種會議召開以及會議資料彙整。
11. 配合參加相關節日慶典及推動社會公益活動。
12. 推廣珠算教育以發揚傳統商業國粹。

## 歷任理事長及重要幹部
| 屆次   | 姓名           | 擔任時間     | 卸任時間 | 備註 |
| ------ | -------------- | ------------ | -------- | ---- |
| 第1屆  | 林熊徵、陳啟清 | 35年9月16日  |          |      |
| 第2屆  | 陳啟清、黃添樑 | 38年3月23日  |          |      |
| 第3屆  | 黃添樑         | 40年4月18日  |          |      |
| 第4屆  | 張祥傳         | 42年11月26日 |          |      |
| 第5屆  | 張祥傳         | 45年3月31日  |          |      |
| 第6屆  | 謝成源         | 47年11月26日 |          |      |
| 第7屆  | 謝成源         | 50年9月21日  |          |      |
| 第8屆  | 黃成金、謝清雲 | 53年1月8日   |          |      |
| 第9屆  | 張祥傳         | 55年5月28日  |          |      |
| 第10屆 | 黃綿綿         | 57年9月6日   |          |      |
| 第11屆 | 黃綿綿         | 60年6月25日  |          |      |
| 第12屆 | 黃綿綿         | 62年9月21日  |          |      |
| 第13屆 | 黃綿綿         | 65年10月8日  |          |      |
| 第14屆 | 陳新發         | 68年10月3日  |          |      |
| 第15屆 | 陳新發         | 72年3月31日  |          |      |
| 第16屆 | 白炳輝         | 75年4月30日  |          |      |
| 第17屆 | 張平沼         | 78年6月2日   |          |      |
| 第18屆 | 張平沼         | 81年5月28日  |          |      |
| 第19屆 | 莊隆昌         | 84年5月26日  |          |      |
| 第20屆 | 莊隆昌         | 87年6月2日   |          |      |
| 第21屆 | 張平沼         | 91年10月2日  |          |      |
| 第22屆 | 張平沼         | 94年12月5日  |          |      |
| 第23屆 | 張榮味         | 98年5月12日  |          |      |
| 第24屆 | 張榮味         | 104年3月30日 |          |      |
| 第25屆 | 蔡國洲         | 107年3月27日 |          |      |
| 第26屆 | 蔡國洲         | 110年11月2日 |          |      |
| 第27屆 | 施勝郎         | 114年6月20日 | 現任     |      |

## 外部連結
- 台灣商會聯合資訊網（页面存档备份，存于）